# Jiuquan
Jiuquan (酒泉市, pinyin: Jiǔquán) er et bypræfektur i provinsen Gansu i Folkerepublikken Kina. Det har et areal på 179.744 km² og en befolkning på 962.000 (2002). 

## Trafik
Kinas rigsvej 312 går gennem området. Den begynder i Shanghai og ender ved grænsen mod Kasakhstan, og passerer blandt andet Suzhou, Nanjing, Hefei, Xinyang, Xi'an, Lanzhou, Jiayuguan og Urumqi.

## Administrative enheder
Jiuquan består af et bydistrikt, to byamter, to amter og to autonome amter.
- Bydistriktet Suzhou (肃州区), 3.349 km²,
- Byamtet Yumen (玉门市), 13.500 km²,
- Byamtet Dunhuang (敦煌市), 26.960 km²,
- Amtet Jinta (金塔县), 14.663 km²,
- Amtet Guazhou (瓜州县), 23.150 km²,
- Det autonome amt Subei for mongolere (肃北蒙古族自治县), 66.748 km²,
- Det autonome amt Aksay for kasakher (阿克塞哈萨克族自治县), 31.374 km².

## Etnisk sammensætning (2000)
| Folkegruppe | Antal   | Andel  |
| ----------- | ------- | ------ |
| Han         | 952.672 | 97,16% |
| Hui         | 7.248   | 0,74%  |
| Dongxiang   | 5.623   | 0,57%  |
| Mongoler    | 4.958   | 0,51%  |
| Kasakher    | 2.788   | 0,28%  |
| Yugur       | 2.435   | 0,25%  |
| Tibetanere  | 2.307   | 0,24%  |
| Tu          | 791     | 0,08%  |
| Manchuuer   | 686     | 0,07%  |
| Tujia       | 230     | 0,02%  |
| Uigurer     | 190     | 0,02%  |
| Miao        | 125     | 0,01%  |
| Andre       | 439     | 0,05%  |